# Nicolae Condeescu
Nicolae Condeescu (n. 17 februarie 1876, Cosereni – d. 11 iulie 1936, Urlați) a fost un politician si adjutant regal, general român și ministru de război.

## Biografie
A urmat cursurile primare și prima parte a cursurilor liceale la Buzău și le-a continuat la Colegiul ,,Sfântul Sava” din București. Apoi a urmat cursurile Școlii Militare de Infanterie (1896), apoi Școala Superioară de Război (1905).
Grade: sublocotenent - 01.07.1896, locotenent - 07.04.1900, căpitan - 10.05.1907, maior - 01.04.1913, locotenent-colonel - 15.08.1916, colonel - 01.04.1917, general de brigadă - 30.03.1919, general de divizie - 01.04.1928 - numit inspector general al armatei la 07.10.1932.
A lucrat ca ofițer în diferite garnizoane, a participat la Al Doilea Război Balcanic (1913), cu gradul de maior, precum și la războiul de reîntregire (1916-1918), cu gradul de colonel, comandant al Regimentului 21 Infanterie. În Primul Război Mondial, Nicolae Condeescu a ocupat și funcția de Șef al Secției Informații din Marele Cartier General.
Din anul 1919 a devenit general de brigadă, fiind numit adjutant al principelui moștenitor Carol (viitorul rege Carol al II-lea al României), pentru care a fost mai multă vreme unul dintre oamenii de încredere. În calitate de adjutant al Principelului Carol, îl însoțește pe acesta, în 1919, într-o călătorie în jurul lumii.
Între anii 1927-1930 a fost șef al Casei Militare Regale și mareșal al Palatului, iar în anii 1930-1931 a fost ministru de război, în Guvernul Iuliu Maniu (1) (14 aprilie 1930 - 6 iunie 1930), Guvernul George G. Mironescu (1) (7 - 12 iunie 1930), Guvernul Iuliu Maniu (2) (13 iunie - 9 octombrie 1930) și Guvernul George G. Mironescu (2) (10 octombrie 1930 - 17 aprilie 1931).
La 25 octombrie 1930, la Sighișoara, când generalul Alexandru Averescu a fost ridicat la rangul de mareșal, înmânarea bastonului și citirea Cărților de „Mareșal al României” au fost făcute de generalul Nicolae Condeescu, în calitate de ministru.
Ca Ministru de Război în guvernul PNȚ, e capul complotiștilor care-l aduc pe Carol al II-lea în țară, în iunie 1930.
În anul 1932 a deținut funcția de inspector general al armatei.
A fost membru fondator al Academiei de Științe din România și membru de onoare al Academiei Române.
A încetat din viață la 11 iulie 1936, la moșia sa de la Urlați.

## In memoriam
- Școala de Aplicație a Informațiilor pentru Apărare de sub egida Direcției Generale de Informații a Apărării poartă numele „General Nicolae Condeescu”.[7]
- Începând cu data de 1 noiembrie 2011, denumirea onorifică a Inspectoratului de Jandarmi Județean Ialomița este „Colonel Nicolae Condeescu”.[8]